# 리처드 E. 니스벳

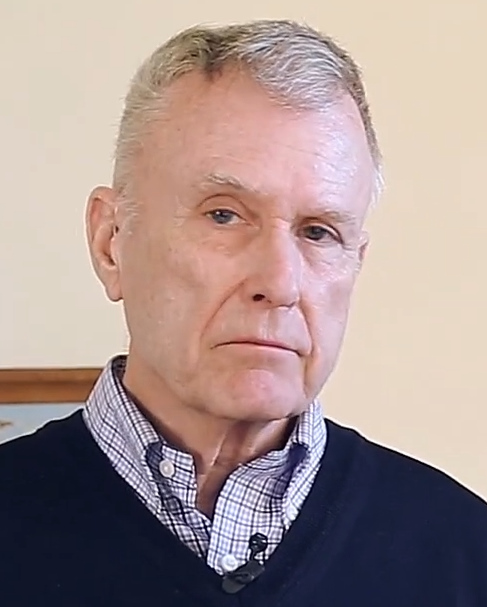
2014년 모습

리처드 E. 니스벳(본명: 리처드 유진 니스벳, Richard Eugene Nisbett, 1941년 6월 1일 ~ )은 미국의 사회심리학자이자 작가이다. 그는 앤아버에 있는 미시간 대학의 사회심리학 시어도어 M. 뉴컴(Theodore M. Newcomb) 석좌교수이자 문화 및 인지 프로그램의 공동 책임자이다. 니스벳의 연구 관심 분야는 사회 인지, 문화, 사회 계층 및 노화이다. 그는 박사 학위를 받았다. 그의 고문은 스탠리 샤흐터(Stanley Schachter)였으며 당시 리 로스(Lee Ross)와 주딧 로딘(Judith Rodin)이 다른 학생이었다.
아마도 그의 가장 영향력 있는 출판물은 "우리가 알 수 있는 것보다 더 많은 것을 말함: 정신 과정에 대한 구두 보고서"(with T. D. Wilson, 1977, Psychological Review, 84, 231–259)일 것이다. 이 기사는 선호도, 선택, 감정을 담당하는 다양한 정신적 과정이 의식적 인식에 접근할 수 없다는 최초의 포괄적이고 경험적 기반의 주장이었다. 니스벳과 윌슨은 자기 성찰 보고서는 "사람들이 어떻게 생각하는지에 대해 어떻게 생각하는지"에 대한 설명만 제공할 수 있을 뿐 "그들이 실제로 생각하는 방식"에 대한 설명을 제공할 수 없다고 주장했다. 일부 인지 심리학자들은 안데르스 에릭손 (심리학자)과 허버트 사이먼(1980)이 대안적인 관점을 제시하면서 이 주장에 대해 이의를 제기했다.
니스벳의 저서 The Geography of Thought: How Asians and Westerners Think Differently... And Why(Free Press, 2003)에서는 "인간의 인지는 모든 곳에서 동일하지 않다"고 주장하며, "아시아인과 서양인은 수천 년 동안 매우 다른 사고 체계를 유지해 왔다"라고 주장한다. 수년"이며 이러한 차이는 과학적으로 측정 가능하다. 니스벳의 저서 Intelligence and How to Get It: Why Schools and Cultures Count(2009)에서는 지능을 결정하는 데 있어 환경적 요인이 유전적 요인을 지배한다고 주장한다. 이 책은 언론과 일부 동료 학자들로부터 광범위한 호평을 받았다. 예를 들어, 펜실베이니아 대학교 심리학자 다니엘 오셔슨(Daniel Osherson)은 이 책이 "IQ 결정 요인에 대한 매우 중요한 분석"이라고 썼다. 반면, 하버드의 제임스 J. 리(James J. Lee)와 같은 더 비판적인 평론가들은 이 책이 개인과 집단의 지능 차이에 대한 유전적 요인에 대한 가장 강력한 증거를 다루지 못했다고 주장했다.
그는 에드워드 E. 존스(Edward E. Jones)와 함께 행위자-관찰자 편향, 즉 행동하는 사람과 관찰하는 사람이 행동이 발생하는 이유에 대해 서로 다른 설명을 사용하는 현상이라고 명명했다. 이는 귀인 (심리학)이론에서 중요한 개념으로, 자신의 행동은 상황적 요인에 귀인하고, 다른 사람의 행동은 그 사람의 성향에 귀인하는 경향을 말한다. 이에 대한 존스와 니스벳의 설명은 우리의 관심이 배우일 때는 상황에 집중되지만 관찰자일 때는 사람에게 집중된다는 것이다. 그러나 배우-관찰자 편향에 대한 다른 설명이 진행되었다.